# Tmesisternus densepunctatus
Tmesisternus densepunctatus là một loài bọ cánh cứng trong họ Cerambycidae.